# Фловілла (Джорджія)
Фловілла (англ. Flovilla) — місто (англ. city) в США, в окрузі Баттс штату Джорджія. Населення — 643 особи (2020).

## Географія
Фловілла розташована за координатами 33°15′9″ пн. ш. 83°54′10″ зх. д. / 33.25250° пн. ш. 83.90278° зх. д. (33.252407, -83.902906).  За даними Бюро перепису населення США в 2010 році місто мало площу 5,07 км², уся площа — суходіл.

## Демографія
Згідно з переписом 2010 року, у місті мешкали 653 особи в 221 домогосподарстві у складі 173 родин. Густота населення становила 129 осіб/км².  Було 246 помешкань (49/км²).
Расовий склад населення:
| - 50,4 % — білих - 48,7 % — чорних або афроамериканців - 0,3 % — азіатів |

До двох чи більше рас належало 0,6 %. Частка іспаномовних становила 1,4 % від усіх жителів.
За віковим діапазоном населення розподілялося таким чином: 25,9 % — особи молодші 18 років, 63,1 % — особи у віці 18—64 років, 11,0 % — особи у віці 65 років та старші. Медіана віку мешканця становила 35,8 року. На 100 осіб жіночої статі у місті припадало 102,8 чоловіків;  на 100 жінок у віці від 18 років та старших — 93,6 чоловіків також старших 18 років.
Середній дохід на одне домашнє господарство  становив 37 420 доларів США (медіана — 29 250), а середній дохід на одну сім'ю — 47 658 доларів (медіана — 41 364). За межею бідності перебувало 25,8 % осіб, у тому числі 38,5 % дітей у віці до 18 років та 30,3 % осіб у віці 65 років та старших.
Цивільне працевлаштоване населення становило 245 осіб. Основні галузі зайнятості: освіта, охорона здоров'я та соціальна допомога — 21,6 %, виробництво — 14,3 %, мистецтво, розваги та відпочинок — 14,3 %.